# Denys Raboula Antoine Beylouni
Denys Raboula Antoine Beylouni (ur. 8 sierpnia 1930 w Szaja) – libański duchowny syryjskokatolicki, w latach 2000 - 2011 biskup kurialny Antiochii.

## Życiorys

### Prezbiterat
Święcenia kapłańskie przyjął 17 października 1954. Był m.in. profesorem, prorektorem i rektorem seminarium w Charfé, a także kapelanem zgromadzenia Sióstr Efremitek.

### Episkopat
W lipcu 1983 został wybrany biskupem pomocniczym patriarchatu Antiochii. Wybór został zatwierdzony 25 sierpnia przez papieża Jana Pawła II, który przydzielił nominatowi stolicę tytularną Mardin dei Siri. Sakry biskupiej udzielił mu 18 grudnia tegoż roku ówczesny patriarcha Antiochii, Ignacy Antoni II Hayek.
1 czerwca 1991 został mianowany arcybiskupem Aleppo. 16 września 2000 Synod Kościoła Syryjskokatolickiego przyjął jego rezygnację z obowiązków arcybiskupa i przeniósł go ponownie, tym razem w charakterze biskupa kurialnego, do patriarchatu Antiochii. 11 października papież zatwierdził ten wybór i ponownie przydzielił mu biskupstwo tytularne Mardin dei Siri.
1 marca 2011 przeszedł na emeryturę.